# Биберштейн-Казимирский, Альбер де
Альбе́р Фе́ликс Игна́тий Казими́рский, или Альбин де Биберштейн (фр. Albert Kazimirski de Biberstein) (20 ноября 1808, Коршов, Польша — 22 июня 1887, Париж) — французский востоковед и переводчик польского происхождения.

## Биография
Изучал восточные языки в университетах Варшавы и Берлина.
Участвовал в польском восстании 1830 года и должен был покинуть Польшу, эмигрировав во Францию.
В 1834 году вместе с Адамом Мицкевичем и основал в Париже Славянское общество (Towarszystwo słowiańskie).
Позднее — толмач французской миссии в странах Леванта, атташе французской миссии в Персии.

## Научное наследие
Автор арабско-французского и польско-французского словарей, а также перевода Корана на французский язык. Познакомившись со вторым переводом Корана на французский язык, выполненным Клодом Савари (1783), выполнил свой перевод (впервые опубликован в 1840 году), опираясь на латинский перевод Людовико Мараччи (1698) и английский перевод Джорджа Сейля (1734).
В 1864 году вышел перевод Корана на русский язык К. Николаева под названием «Коран Магомеда», выполненный с перевода Биберштейна-Казимирского. Этот русский перевод по своему уровню мало отличался от предыдущих, но благодаря многократному переизданию способствовал широкому ознакомлению российского общества с исламом. Книга переиздавалась четырежды — в 1865, 1876, 1880, 1901 годах, а в 1998 году было выпущено репринтное издание 1876 года.

### Труды
- Le Koran, traduction nouvelle faite sur le texte arabe / par M. Kasimirski, interprète de la légation française en Perse, 1840, 1841, 1844, Paris, Charpentier, 511 p., 1970, Garnier Flammarion, avec une préface de Mohammed Arkoun, et 1997, Jean de Bonnot
- Dictionnaire arabe-français, contenant toutes les racines de la langue arabe, leurs dérivés, tant dans l’idiome vulgaire que dans l’idiome littéral, ainsi que les dialectes d’Alger et de Maroc, par A. de Bibertein Kazimirski, Paris, Maisonneuve et Cie, 2 volumes, 1860, 1392 et 2369 pp. (réédition 1944, Beyrouth, éditions du Liban, et 2005, édition Albouraq)
- Dialogues français-persans : précédés d'un précis de la grammaire persane et suivis d'un vocabulaire français-persan, par Albert Biberstein-Kazimirski.
- Enis el-Djelis ; ou, Histoire de la belle Persane. Les Mille et Une Nuits|Conte des Mille et une nuits, traduit de l'arabe et accompagné de notes par Albert de Biberstein Kazimirski.